# إبراهيم الخولي
إبراهيم محمد عبد الله الخولي (17 مايو 1929م - 8 أبريل 2023م)؛ عالم مسلم أزهري، وعضو في جبهة علماء الأزهر، عمل أستاذًا للبلاغة والأدب والنقد، بكلية اللغة العربية في جامعة الأزهر. شارك في العديد من المؤتمرات الإسلامية في مصر والبلدان العربية والإسلامية، وكان له العديد من الأعمال والمؤلفات الإسلامية، التي أنجزها على الصعيدين المحلي والدولي.

## حياته
ولد في 17 مايو 1929 م في قرية القرشية بمركز السنطة بمحافظة الغربية، حفظ القرآن وهو في سن مبكرة، وأنهى مرحلة التعليم الأساسي في الأزهر.

## مسيرته العلمية وإنجازاته

### على الصعيد المحلي
التحق بمعهد دسوق الابتدائي سنة 1943م، وحصل على الشهادة الابتدائية سنة 1947م، ثم التحق بمعهد طنطا الديني ودرس به خمس سنوات من سنة 1943إلى 1947م، ونال الشهادة الثانوية منه. تخرّج إبراهيم الخولي في كلية اللغة العربية جامعة الأزهر بالقاهرة سنة 1956م، وحصل على دبلوم عام في التربية وعلم النفس من جامعة عين شمس سنة 1957م، ودبلوم خاص في التربية من نفس الجامعة سنة 1961م.
عمل الخولي في وزارة التربية والتعليم المصرية منذ العام 1956 م حتى 1968 م، عُيّن بعدها معيدًا بكلية اللغة العربية في جامعة الأزهر سنة 1968 م. تدرّج في وظائف هيئة التدريس بالكلية (معيدا، فمدرسا مساعدا، فمدرسا، فأستاذا مساعدا، فأستاذا). عمل قبل وفاته أستاذا للنقد والبلاغة، المتفرع من كلية اللغة العربية في جامعة الأزهر. حصل على درجة الماجستير في (البلاغة والنقد) عام 1972م، عن رسالته: "مكان النحو من نظرية النظم عند عبد القاهر الجرجاني"، وعُيِّن مدرسًا مساعدًا في العام نفسه.
حصل الخولي على درجة الدكتوراه عام 1978م وكانت أطرحته بعنوان: "مقتضى الحال بين البلاغة القديمة والنقد الحديث" بتقدير مرتبة الشرف الأولى، وعُين مدرسًا في قسم البلاغة والنقد بالكلية في نفس العام. في عام 1985 رُقِّي إلى درجة أستاذ مساعد، ثم إلى درجة أستاذ عام 1994م.

### على الصعيد الدولي
عمل أستاذًا زائرا بكلية التربية جامعة الملك عبد العزيز عام 1980، ثم أُوفد إلى الجامعة الإسلامية بإسلام آباد من عام 1986 إلى 1988. أعد وثيقة «البيان العالمي لحقوق الإنسان في الإسلام»، الذي أعلن في سبتمبر 1981م، بمقر اليونسكو في باريس. بعدها بسنتين؛ قام بوضع «مشروع دستور إسلامي» بالمشاركة مع المستشار حمدي عزام، نائب رئيس مجلس الدولة المصري، والذي قد أعلن في إسلام آباد سنة 1983م. كما أعد وثيقة «بيان وحدة الأمة»، الذي أعلن في أحد المؤتمرات الإسلامية في إسلام آباد سنة 1988م.

## مؤلفاته
لديه مؤلفات عديدة في مجال الدراسات الإسلامية من بلاغة ونقد من أهمها:
1. كتاب «السنة بيانا للقرآن».
2. كتاب «التعريض في القرآن الكريم».
3. كتاب «التكرار بلاغة».
4. كتاب «لزوميات أبي العلاء (رؤية بلاغية نقدية)».
5. كتاب «منهج الإسلام في الحياة من الكتاب والسنة».
6. كتاب «الجانب النفسي من التفسير البلاغي عند عبد القاهر الجرجاني».
7. كتاب «مكان النحو من نظرية النظم عند عبد القاهر الجرجاني».
8. كتاب «مقتضى الحال بين البلاغة القديمة والنقد الحديث».

## وفاته
توفي يوم السبت 17 رمضان 1444 هـ المُوافق 8 أبريل 2023م.